# Echigo-jofu
Echigo-jofu (越後上布?) es un tejido de Echigo, Japón, que se encuentra desde 1995 en la lista nacional de Bienes Culturales Importantes, y en la lista de Patrimonio Cultural Inmaterial de la Humanidad de la UNESCO desde 2009. Está hecho de fibra fina de líber de la planta de ramio (Boehmeria nivea). Luego de tejerse en un telar de cintura llamado jibata (japonés: 地 機), la tela se extiende sobre campos de nieve (yuki-zarashi) donde la luz ultravioleta del sol crea ozono, blanqueándola. La tela se utiliza para hacer kimonos de verano y otras prendas tradicionales, cojines y ropa de cama.